# Łupki sapropelowe
Uzasadnienie:  to samo 
Łupki sapropelowe – skały osadowe bardzo drobnoziarniste, zawierają w granicach 30-50% materii nieorganicznej, są to głównie łupki powstałe z glonów:
- Kukersyt – łupek morski powstały z alg rodzaju Gloecapsomorpha należącego do typu botryococcus. Zawiera 50% materii palnej, 30% materii mineralnej, 80–92% zawartości części lotnych oraz 15-24% wydajności prasmoły. Występuje w ordowiku i sylurze Estonii.
- Torbanit – podobny do kukersytu, z tą różnicą, że zawiera 30 do 50% materii mineralnej. Występuje w karbonie Szkocji oraz permie Australii i Afryki.
- Tasmanit - łupek morski wieku permskiego. Główne składniki to jednokomórkowe algi: zielenice - prazynofity z rodzajów prachysphaera i tasmanites.
- Lamosyt – skała jeziorna zawierająca algi i zielenice chlorokokowce oraz sinice. Charakteryzuje się laminacją, występuje w utworach trzeciorzędowych Austrii i USA.